# Alessandro Andrei
Alessandro Andrei (* 3. Januar 1959 in Florenz) ist ein ehemaliger italienischer Kugelstoßer. 1984 wurde er Olympiasieger.

## Werdegang

### Bis zum Olympiasieg (1977–1984)
Seinen ersten internationalen Auftritt hatte Alessandro Andrei 1977, als er bei den Junioreneuropameisterschaften Neunter im Kugelstoßen wurde. 1981 folgte ein vierter Platz bei den Halleneuropameisterschaften mit 19,34 Meter. Ein Jahr später wurde er in der Halle Fünfter mit 19,49 Meter, im Freien wurde er bei den Europameisterschaften Zehnter mit 19,28 Meter. 1983 bei den ersten Weltmeisterschaften in Helsinki belegte er mit 20,07 Meter Platz 7.
Das Jahr 1984 begann für Andrei mit dem Gewinn der Bronzemedaille bei den Halleneuropameisterschaften. Mit 20,32 Meter lag er nur einen Zentimeter hinter dem zweitplatzierten Schweizer Werner Günthör, Sieger wurde Jānis Bojārs aus der Sowjetunion mit 20,84 Meter. Nachdem durch den Olympiaboykott des Ostblocks einige der stärksten Kugelstoßer bei den Olympischen Spielen 1984 in Los Angeles nicht am Start waren, galten allgemein die Kugelstoßer aus den Vereinigten Staaten als die Favoriten auf den Olympiasieg. Mit seiner Serie (20,41 - 20,97 - 21,26 - 20,55 - 20,92 - 20,96) konnte Alessandro Andrei im dritten Versuch die Führung übernehmen und gewann Gold vor den drei US-Amerikanern Mike Carter (21,09), Dave Laut (20,97) und August Wolf (20,93). Weit abgeschlagen kam auf Platz 5 Werner Günthör mit 20,28 in die Wertung.

### Nach dem Olympiasieg (1985–1992)
Bei den Europameisterschaften 1986 belegte Andrei mit 20,73 Meter den vierten Platz, einen Zentimeter hinter Udo Beyer aus der DDR, Gold ging an Günthör mit 22,22 Meter vor Ulf Timmermann (ebenfalls DDR) mit 21,84 Meter. 
Der wohl größte Tag in der Karriere des Alessandro Andrei war der 12. August 1987. Bis zu diesem Tag hatte Andrei den italienischen Kugelstoßrekord 16-mal bis auf 22,17 Meter verbessert, der Weltrekord von Udo Beyer stand bei 22,64 Meter. Nun beim Meeting in Viareggio gelang ihm die mit Abstand beste Serie seiner Karriere (22,19 - 22,37 - 22,72 - 22,84 - 22,91 - 22,74). Drei Weltrekorde und fünf italienische Landesrekorde in einem Wettkampf ließen natürlich Gerüchte aufkommen, dass irgendwas nicht stimmen könnte. Vor allem wurde vermutet, dass der Kugelstoßring überhöht gewesen sei, wodurch ein stärkeres Gefälle zwischen Ring und Stoß-Sektor geherrscht habe als nach den Regeln erlaubt. Aber es wurden alle drei Weltrekorde (und natürlich alle Landesrekorde) anerkannt. Alessandro Andrei stieß nach diesem Wettkampf nie wieder über 22 Meter. Zweiter in dem Weltrekordwettkampf war ein Leonardo Lazzeri mit 17,37 Meter. 
Zweieinhalb Wochen nach den drei Weltrekorden fanden die Weltmeisterschaften in Rom statt. Es gewann Werner Günthör mit 22,23 Meter vor Andrei mit 21,88 Meter. Bei den Olympischen Spielen 1988 in Seoul trat Andrei als Titelverteidiger an, aber nicht mehr als Weltrekordler, nachdem ihn Ulf Timmermann am 22. Mai 1988 mit 23,06 Meter überboten hatte. Timmermann gewann dann auch vor Randy Barnes (USA) und Werner Günthör. Andrei wurde mit 20,36 Meter Siebter.
Siebter wurde Andrei auch bei den Hallenweltmeisterschaften 1989 mit 19,77 Meter. Ein fünfter Platz mit 19,44 Meter bei den Halleneuropameisterschaften 1990 und ein sechster Platz zwei Jahre später mit 19,51 Meter waren seine beiden letzten Endkampfplatzierungen bei internationalen Meisterschaften. Bei den Weltmeisterschaften 1991 (Platz 12 mit 18,73) und bei den Olympischen Spielen 1992 (Platz 11 mit 19,62) gelang ihm nicht mehr der Vorstoß in den Endkampf.
Alessandro Andrei war 1983–1986 und 1989–1992 Italienischer Meister im Kugelstoßen. Er ist 1,91 m groß und wog zu Wettkampfzeiten 118 kg. Er heiratete die Leichtathletin Agnese Maffeis.